# Lethe gregoryi
Lethe gregoryi är en fjärilsart som beskrevs av Charles James Watkins 1927. Lethe gregoryi ingår i släktet Lethe och familjen praktfjärilar. Inga underarter finns listade i Catalogue of Life.